# 独墅湖
独墅湖，又名渎墅湖、独树湖，是位于江苏省苏州工业园区的一个小面积淡水湖，位于金鸡湖以南，面积大约11.52平方公里。独墅湖东岸有苏州独墅湖高等教育区，北部有独墅湖隧道从湖底通过。

## 历史
2001年秋天，在东北部进行围垦取土时意外发现古井共计1379口，出土大量陶器、砖块碎片等，修复完整器物合计155件，为新石器时代泽晚期至宋代遗址。在该遗址以南还有一个古村落遗址，属于新石器时代良渚文化时期。
据有待进一步查证的资料介绍，独墅湖所在区域原为平原，在宋朝时的一次大地震中沉入湖底。这与考古发现的古井年代相符，与此相关的地震可能发生于1107年10月26日（根据“大观元年冬十月辛酉”的记载推算而得）。不过，由于史料记载简略，是次地震是否造成了如此大的影响还不明确。